# Karum
Karum era el nom genèric dels establiments comercials assiris a l'Àsia Menor, en el territori que després seria conegut com a Capadòcia. Van existir principalment entre el segle xx aC i el xviii aC. L'assentament principal era Kanesh, moderna Kültepe, on s'han trobat fins a 20.000 tauletes que han permès conèixer molt del seu funcionament. Les excavacions del lloc per arqueòlegs turcs es van desenvolupar la major part de la segona meitat del segle xx. La traducció literal de karum era 'port' o 'colònia', però també descrivia qualsevol mercat (empori) o un port de mar.

## Història
Els mercaders assiris vivien al lloc de manera independent a l'estil de les colònies comercials genoveses o venecianes, en una part de la ciutat, amb el seu propi sistema legal i econòmic, i la seva organització social, no sotmesa al govern local, amb uns drets com una moderna ambaixada.
El karum principal era Kanesh, però ni havia altres. Els més petits depenien de l'administrador de Kanesh, que al seu torn estava en contacte directe amb els reis d'Assíria i amb l'assemblea de la ciutat d'Assur. Kanesh era realment el centre d'una gran ruta comercial; el karum formava la ciutat baixa separada de la zona ocupada per la població local anatòlica; hi havia una certa distància entre el karum i la població però això no impedia una intensa relació entre les dues poblacions i no hi havia grans distincions socials; els mercaders assiris visitaven la ciutat indígena sense cap problema i cap tauleta assenyala conflictes interètnics. Els governants locals anatòlics vivien en palauets a la ciutat alta de Kanesh i els mercaders els pagaven taxes i els donaven accés a les millors mercaderies a canvi de la llibertat de comerç.

### AltresKarummenors
Es poden citar els karum establerts a Hattusa, Buruixkhanda, Kussara i Zalpuwa/Zalpa, a la desembocadura del riu Kızılırmak a la mar Negra. També Acemhöyük que és un jaciment arqueològic de Turquia i es troba en un tel situat prop de la localitat de Yesilova en el districte de Merkez, província d'Aksaray.

## Orígens
Les tauletes cuneïformes assíries que informen dels karum van ser redactades en temps del rei Iluixuma (1945 aC - 1906 aC) període en què es van crear aquestes colònies. També es coneixen tauletes del temps d'Hammurabi (1792 aC - 1750 aC) i de l'època del rei Anitta al segle XVII aC. Àsia menor, en aquesta època era un mosaic de petits regnes que lluitaven entre ells fins que es va imposar una unificació política sota l'impuls dels reis de Kussara, Pithana i el seu fill Anitta. Pithana va conquerir Kanesh i Anitta va unificar gran part de Capadòcia i va incorporar al seu regne la ciutat costanera de Zalpa. Una mica després, quan va sorgir el regne de Babilònia, els assiris van abandonar les seves colònies de l'Àsia Menor i Kanesh va deixar de tenir importància. El relleu el va agafar la ciutat d'Hattusa.